# Distretto di Pingshan (Shenzhen)
Il distretto di Pingshan (坪山区S, Píngshān QūP) è un distretto della Cina, situato nella provincia del Guangdong e amministrato dalla città di Shenzhen.